# Teoria delle categorie
La teoria delle categorie è una teoria matematica che studia in modo astratto le strutture matematiche e le relazioni tra esse. La nozione di categoria fu introdotta per la prima volta da Samuel Eilenberg e Saunders Mac Lane nel 1945 nell'ambito della topologia algebrica.
Le categorie ora appaiono in molte discipline della matematica e in alcune aree dell'informatica teorica e della fisica matematica costituendo una nozione unificante.
Informalmente, una categoria è costituita da determinate strutture matematiche e dalle mappe tra esse che ne conservano le operazioni.

## Categorie

### Definizione
Una categoria {\displaystyle {\mathcal {C}}} consiste di quanto segue.
- Una classe {\displaystyle {\text{ob}}({\mathcal {C}})} i cui elementi sono chiamati oggetti.
- Una classe {\displaystyle {\text{mor}}({\mathcal {C}})} i cui elementi sono chiamati morfismi, mappe o frecce. Ogni morfismo ha associati un unico oggetto sorgente {\displaystyle a} e un unico oggetto destinazione {\displaystyle b} in {\displaystyle {\text{ob}}({\mathcal {C}})}. La scrittura {\displaystyle f:a\to b} indica che {\displaystyle f} è un morfismo con sorgente {\displaystyle a} e destinazione {\displaystyle b}. La classe dei morfismi da {\displaystyle a} a {\displaystyle b} è indicata con {\displaystyle {\text{mor}}(a,b)}.
- Per ogni terna di oggetti {\displaystyle a}, {\displaystyle b} e {\displaystyle c} di {\displaystyle {\mathcal {C}}}, è definita una funzione {\displaystyle {\text{mor}}(b,c)\times {\text{mor}}(a,b)\to {\text{mor}}(a,c)}, chiamata composizione di morfismi. La composizione di {\displaystyle f:b\to c} con {\displaystyle g:a\to b} si indica con {\displaystyle f\circ g:a\to c} (talvolta si indica semplicemente {\displaystyle fg}).

La composizione deve soddisfare i seguenti assiomi:
- (associatività) se {\displaystyle f:a\to b}, {\displaystyle g:b\to c} e {\displaystyle h:c\to d}, allora {\displaystyle h\circ (g\circ f)=(h\circ g)\circ f}
- (identità) per ogni oggetto {\displaystyle x} esiste un morfismo {\displaystyle {\text{id}}_{x}:x\to x}, chiamato morfismo identità su {\displaystyle x}, tale che per ogni morfismo {\displaystyle f:a\to x} vale {\displaystyle {\text{id}}_{x}\circ f=f} e per ogni morfismo  {\displaystyle g:x\to b} si ha {\displaystyle g\circ {\text{id}}_{x}=g}.

Dagli assiomi si deduce che ad ogni oggetto è associato un unico morfismo identità. Questo permette di dare una definizione diversa di categoria, data dalla sola classe dei morfismi: gli oggetti vengono identificati a posteriori con i corrispondenti morfismi identità.
Una categoria si dice piccola se la classe dei morfismi (e quindi quella degli insiemi, in corrispondenza biunivoca coi morfismi identità come detto sopra) è un Insieme e grande altrimenti, ovvero se i morfismi formano una classe propria. Se per ogni coppia di oggetti {\displaystyle a,b} in una categoria la classe dei morfismi {\displaystyle {\text{mor}}(a,b)} tra di essi è un insieme, la categoria si dice localmente piccola (in particolare, ogni categoria piccola è localmente piccola). Molte importanti categorie sono grandi ma localmente piccole, come ad esempio la categoria degli insiemi e le funzioni tra di essi.

### Esempi
Negli esempi le categorie sono indicate tramite i loro oggetti e i corrispondenti morfismi.
- Come sopra, gli insiemi e le funzioni tra essi
- I monoidi e gli omomorfismi tra essi
- I gruppi coi loro omomorfismi
- Gli spazi vettoriali e le funzioni lineari
- Gli spazi topologici e le funzioni continue
- Gli spazi misurabili e le funzioni misurabili
- Le varietà differenziabili e le funzioni differenziabili

- Ogni monoide forma una categoria piccola con un singolo oggetto {\displaystyle X} (il monoide stesso) avendo come morfismi le traslazioni associate agli elementi del monoide. (L'azione di un elemento di X su un qualunque altro elemento è definita dall'operazione binaria del monoide).
- Se I è un insieme, la categoria discreta su I è la categoria piccola che ha come oggetti gli elementi di I e come morfismi solo i morfismi identità.
- Da ogni categoria C si può definire una nuova categoria, la categoria duale {\displaystyle C^{*}} che ha per oggetti gli stessi oggetti di C, ma che inverte la direzione dei morfismi (l'insieme {\displaystyle Mor(A,B)} diventa l'insieme {\displaystyle Mor(B,A)}).
- Se (C,o') e (D,o") sono categorie, si può definire la categoria prodotto, i cui oggetti sono coppie (c,d) aventi per primo elemento un oggetto di C e per secondo un oggetto di D, i morfismi sono analoghe coppie di morfismi; la composizione viene definita componente per componente: {\displaystyle (c_{1},d_{1})\circ (c_{2},d_{2}):=(c_{1}\circ 'c_{2}\,,\,d_{1}\circ ''d_{2})}.

Sebbene esistano dei "morfismi" tra le categorie (i funtori) non è possibile definire la "categoria delle categorie", in quanto le categorie che sono classi proprie non possono appartenere ad altre classi (per definizione). È possibile invece parlare della categoria delle categorie piccole, le quali, essendo insiemi, possono appartenere a una classe e quindi essere oggetti di una categoria.

### Tipi di morfismi
Un morfismo f: A → B si chiama
- monomorfismo se {\displaystyle fg_{1}=fg_{2}\Rightarrow g_{1}=g_{2}} per tutti i morfismi {\displaystyle g_{1},g_{2}:X\rightarrow A}.
- epimorfismo se g1f = g2f implica g1 = g2 per tutti i morfismi g1, g2 : B → X.
- isomorfismo se esiste un morfismo g : B → A con fg = idB e gf = idA.
- endomorfismo se A = B.
- automorfismo se f è insieme un endomorfismo e un isomorfismo.

## Funtori
I funtori sono mappe tra le categorie che ne conservano le strutture.
Un funtore covariante dalla categoria C alla categoria D è una mappa che associa:
- ad ogni oggetto X in C un oggetto F(X) in D
- ad ogni morfismo f:X→Y un morfismo F(f):F(X)→F(Y)

in modo tale che valgano le seguenti proprietà: 
- F(idX) = idF(X) per ogni oggetto X in C.
- F(g {\displaystyle \circ } f) = F(g) {\displaystyle \circ } F(f) per tutti i morfismi f : X → Y e g : Y → Z.

Un funtore contravariante è definito in maniera analoga, ma inverte i morfismi, cioè se f:X→ Y, allora F(f):F(Y)→ F(X). Dato un funtore covariante da C a D, il corrispondente funtore da C* a D è contravariante.

## Trasformazioni e Isomorfismi naturali
Due funtori F, G : C → D ci danno due rappresentazioni di C in D. Una trasformazione naturale è una associazione che permette di "tradurre" l'immagine che ne dà F in quella che ne dà G.

Se F e G sono funtori (covarianti) tra le categorie C e D, allora una trasformazione naturale da F a G associa a ogni oggetto X di C un morfismo ηX : F(X) → G(X) in D tale che per ogni morfismo f : X → Y in C abbiamo ηY {\displaystyle _{\circ }} F(f) = G(f) {\displaystyle _{\circ }} ηX; vale a dire che η rende commutativo il diagramma 
I due funtori F e G si dicono naturalmente isomorfi se esiste una trasformazione naturale da F a G tale che ηX sia un isomorfismo tra oggetti in D per ogni oggetto X in C.